# Давидович, Давид Львович
Дави́д Льво́вич Давидо́вич (род. 29 августа 1962, Москва) — российский предприниматель и менеджер, управляющий директор компании Millhouse Capital. Партнёр по бизнесу Романа Абрамовича.
Вошёл в рейтинг журнала Forbes «200 богатейших бизнесменов России 2021», где занял 178 позицию с состоянием 650 миллионов долларов США.

## Биография
Родился 29 августа 1962 года в Риге, Латвийской ССР в еврейской семье. В 1989 году иммигрировал в Израиль.
В начале 1990-х торговал нефтью в компании «Альфа-Эко» Михаила Фридмана и партнёров.
В 1995 году перешёл в трейдинговую компанию «Руником» Романа Абрамовича и стал его младшим партнёром. 
В начале 2000-x годов Давидович встал во главе российского подразделения Millhouse Capital, управляющего активами Романа Абрамовича и его партнеров.
В 2022 году получил контроль над Norma Investments Ltd, контролирующей доли в ряде стартапов разных стран.

## Международные санкции
Великобритания 15 апреля 2022 года ввела персональные санкции в отношении Давидовича из-за вторжения России на Украину. Санкции приняли из-за его «близкой связи» с предпринимателем Романом Абрамовичем, который находится под рестрикциями Великобритании. Все активы Давидовича в стране заморожены. Кроме того, ему запрещён въезд в Соединённое Королевство. 18 мая 2022 года внесён в санкционный список Канады «элит и близких соратников режима» состоящий из 14 лиц «за то, что они непосредственно способствовали бессмысленной войне Владимира Путина в Украине и несут ответственность за боль и страдания народа Украины». 19 октября 2022 года попал под санкции Украины.

## Семья
Женат, воспитывает сына и дочь.